# Mitja Nevečny
Mitja Nevečny, slovenski jadralec, * 10. april 1983, Koper.
Nevečny jadra za Jadralni klub Jadro iz Kopra. Za Slovenijo je skupaj s Karlom Hmeljakom v razredu 470 nastopil na Poletnih olimpijskih igrah 2008 v Pekingu, kjer je posadka osvojila skupno 18. mesto.